# Basilique du Vœu national de Quito
La basilique du Vœu national est une basilique située à Quito en Équateur. 
C'est l'église catholique la plus vaste de l'Équateur, le plus vaste édifice néogothique d'Amérique latine et ses tours sont les plus hautes structures de Quito. Elle est dédiée au Sacré-Cœur.

## Histoire
La basilique a été construite suivant une idée proposée en 1883 par le père Julio Matovelle, alors député, de construire un monument pour commémorer la consécration de la République de l'Équateur au Sacré-Cœur de Jésus.
Elle a été construite à partir de 1892 et consacrée en 1988 mais reste techniquement inachevée.
L'architecte est le français Joseph Émile Tarlier (1825-1902) qui s'est inspiré de la cathédrale Notre-Dame de Paris.
Sous l'édifice se trouve le panthéon national destiné à abriter les restes des chefs d'État équatoriens. Quatre d'entre eux seulement y reposent.

## Dimensions
Les dimensions de l'édifice sont les suivantes :
- Hauteur de la nef : 30 m
- Longueur : 150 m
- Hauteur de la tour du croisée du transept : 74 m

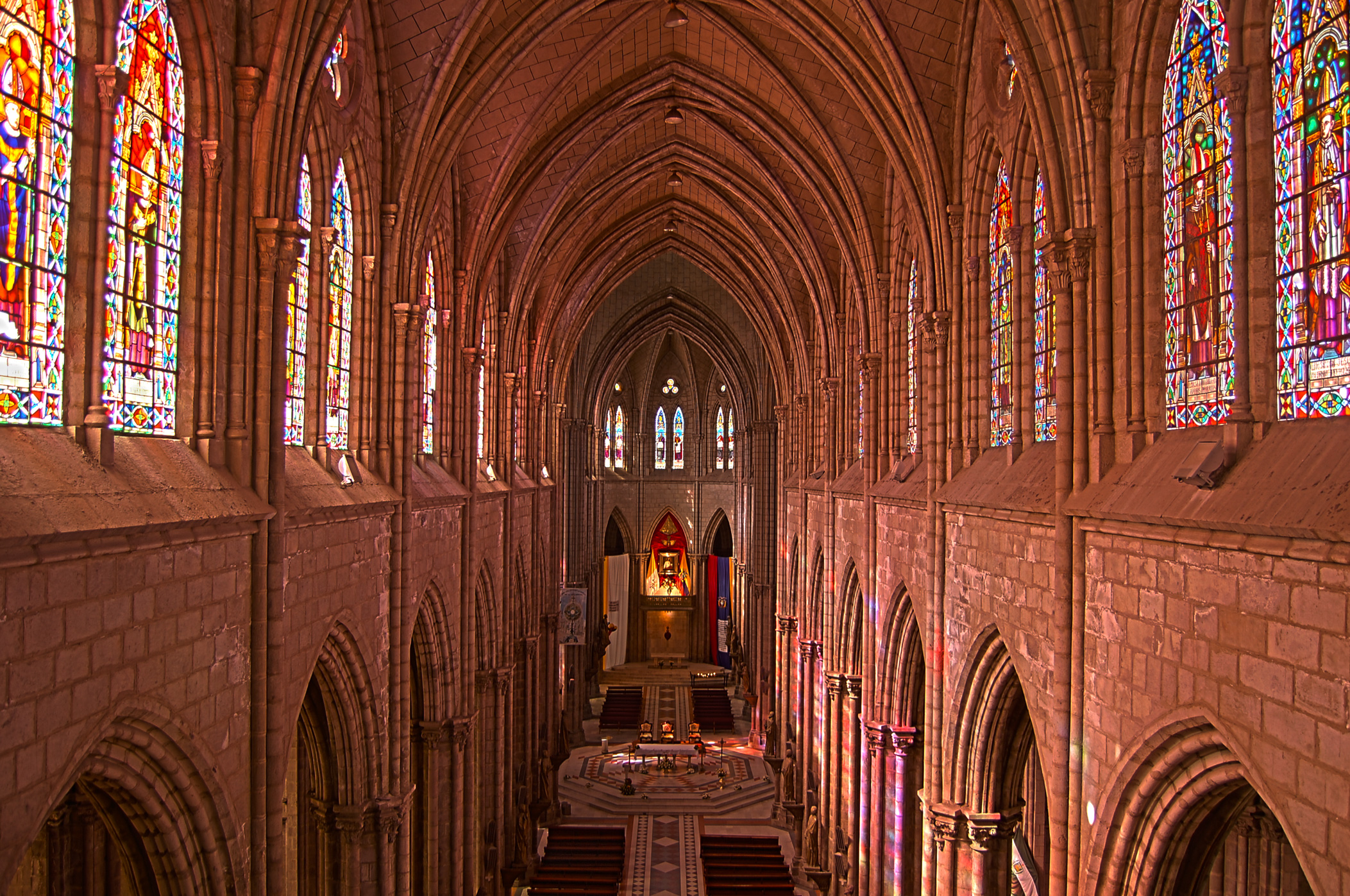
Intérieur de la basilique

- Hauteur des tours : 115 m